# Астрецово
Астрецо́во (рос. Астрецово) — присілок у складі Дмитровського міського округу Московської області, Росія.

## Населення
Населення — 270 осіб (2010; 328 у 2002).
Національний склад (станом на 2002 рік):
- росіяни — 89 %